# Charny (Sena i Marne)
Charny és un municipi francès, situat al departament del Sena i Marne i a la regió d'Illa de França. L'any 2007 tenia 1.192 habitants.
Forma part del cantó de Claye-Souilly, del districte de Meaux i de la Comunitat de comunes Plaines et Monts de France.

## Demografia

### Població
El 2007 la població de fet de Charny era de 1.192 persones. Hi havia 425 famílies, de les quals 72 eren unipersonals (32 homes vivint sols i 40 dones vivint soles), 127 parelles sense fills, 198 parelles amb fills i 28 famílies monoparentals amb fills.
La població ha evolucionat segons el següent gràfic:
Habitants censats

### Habitatges
El 2007 hi havia 453 habitatges, 428 eren l'habitatge principal de la família, 7 eren segones residències i 18 estaven desocupats. 400 eren cases i 46 eren apartaments. Dels 428 habitatges principals, 353 estaven ocupats pels seus propietaris, 69 estaven llogats i ocupats pels llogaters i 5 estaven cedits a títol gratuït; 16 tenien una cambra, 15 en tenien dues, 62 en tenien tres, 115 en tenien quatre i 220 en tenien cinc o més. 374 habitatges disposaven pel capbaix d'una plaça de pàrquing. A 158 habitatges hi havia un automòbil i a 248 n'hi havia dos o més.

### Piràmide de població
La piràmide de població per edats i sexe el 2009 era:
| Homes | Edats   | Dones |
| ----- | ------- | ----- |
| 0     | 95 o +  | 0     |
| 4     | 90 a 94 | 0     |
| 0     | 85 a 89 | 0     |
| 12    | 80 a 84 | 12    |
| 0     | 75 a 79 | 16    |
| 0     | 70 a 74 | 8     |
| 12    | 65 a 69 | 20    |
| 20    | 60 a 64 | 12    |
| 28    | 55 a 59 | 24    |
| 40    | 50 a 54 | 40    |
| 36    | 45 a 49 | 40    |
| 40    | 40 a 44 | 24    |
| 64    | 35 a 39 | 72    |
| 52    | 30 a 34 | 56    |
| 44    | 25 a 29 | 60    |
| 12    | 20 a 24 | 24    |
| 40    | 15 a 19 | 48    |
| 44    | 10 a 14 | 32    |
| 44    | 5 a 9   | 44    |
| 60    | 0 a 4   | 40    |

## Economia
El 2007 la població en edat de treballar era de 828 persones, 639 eren actives i 189 eren inactives. De les 639 persones actives 611 estaven ocupades (310 homes i 301 dones) i 28 estaven aturades (13 homes i 15 dones). De les 189 persones inactives 67 estaven jubilades, 83 estaven estudiant i 39 estaven classificades com a «altres inactius».

### Ingressos
El 2009 a Charny hi havia 416 unitats fiscals que integraven 1.171,5 persones, la mediana anual d'ingressos fiscals per persona era de 24.431 €.

### Activitats econòmiques
Dels 54 establiments que hi havia el 2007, 1 era d'una empresa alimentària, 2 d'empreses de fabricació de material elèctric, 7 d'empreses de construcció, 9 d'empreses de comerç i reparació d'automòbils, 5 d'empreses de transport, 3 d'empreses d'hostatgeria i restauració, 3 d'empreses d'informació i comunicació, 1 d'una empresa financera, 1 d'una empresa immobiliària, 12 d'empreses de serveis, 5 d'entitats de l'administració pública i 5 d'empreses classificades com a «altres activitats de serveis».
Dels 12 establiments de servei als particulars que hi havia el 2009, 1 era una oficina de correu, 2 tallers de reparació d'automòbils i de material agrícola, 1 paleta, 1 guixaire pintor, 1 lampisteria, 2 electricistes, 1 perruqueria i 3 salons de bellesa.
Dels 2 establiments comercials que hi havia el 2009, 1 era una botiga de més de 120 m² i 1 una botiga de menys de 120 m².
L'any 2000 a Charny hi havia 9 explotacions agrícoles que ocupaven un total de 1.143 hectàrees.

## Equipaments sanitaris i escolars
L'únic equipament sanitari que hi havia el 2009 era una farmàcia.
El 2009 hi havia una escola elemental.

## Poblacions més properes
El següent diagrama mostra les poblacions més properes.